# Hermonassa planeta
Hermonassa planeta är en fjärilsart som beskrevs av Chen 1993. Hermonassa planeta ingår i släktet Hermonassa och familjen nattflyn. Inga underarter finns listade i Catalogue of Life.